# Cosmorhoe multipunctata
Cosmorhoe multipunctata är en fjärilsart som beskrevs av Otto Staudinger 1897. Cosmorhoe multipunctata ingår i släktet Cosmorhoe och familjen mätare. Inga underarter finns listade i Catalogue of Life.